# Клеменція

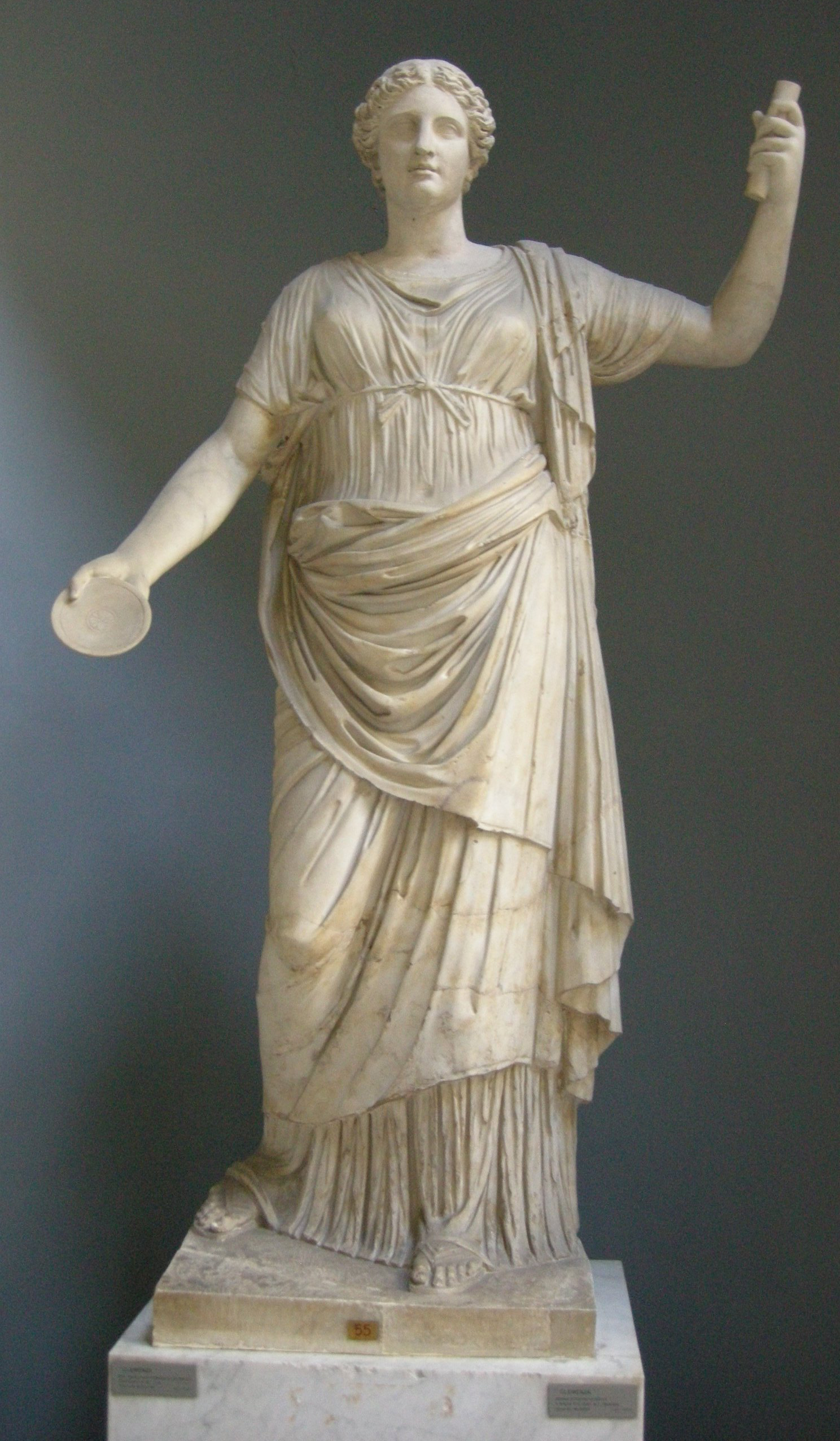
Стародавня статуя Клеменції в музеї К'ярамонті

У римській міфології Клеменція — богиня милосердя, поблажливості, прощення, покаяння, спокутування, відпущення, виправдання і спасіння . 
ЇЇ описували як знамениту чесноту Юлія Цезаря, який прославився своїм терпінням, особливо після громадянської війни Цезаря з Помпеєм у 49 році до н. е. У 44 р. до н.е. сенат Стародавнього Риму присвятив їй храм, можливо, за ініціативою Цезаря, оскільки Цезар прагнув продемонструвати, що він володіє цією чеснотою.
У листі до свого друга Аттика, Цицерон обговорює милосердя Цезаря: «Ви скажете, що вони налякані. Смію сказати, що так, але я певний, що вони більше бояться Помпея, ніж Цезаря. Вони в захваті від його милосердя і бояться чужого гніву».
Про культ Клеменції не так багато інформації; здавалося б, що вона була лише абстракцією певної чесноти, тієї, яку шанували разом із Цезарем та Римською державою. Милосердя вважалася хорошою рисою лідера. Clementia — це також латинське слово, що означає «людяність» або «терплячість». Це антонім до saevitia ("дикість" і "кровопролиття"). Тим не менш, вона була римським аналогом Елеоси (не плутати з Сотерією ), грецької богині милосердя і прощення, яка мала святиню в Афінах .
У традиційних образах її зображають з гілкою (можливо, гілкою оливкового дерева ) і скіпетром та вона може спиратися на колону.

## Дивись також
- ( Богині милосердя і співчуття ): Гуаньінь
- ( Богині справедливості ): Астрея, Діка, Феміда, Пруденція
- ( Богині несправедливості ): Адикия
- ( Аспекти справедливості ): (див. також: Потрійне божество / Потрійна богиня (неопоганство) )
  - ( Справедливість ) Феміда / Дайка / Юстиція ( Леді Юстиція ), Рагуель (Ангел Справедливості)
  - ( Retribution ) Nemesis/Rhamnousia/Rhamnusia / Adrasteia/Adrestia / Invidia
  - ( Відкуплення ) Елеос / Сотерія /Клементія, Задкіїл / Захаріїл (Ангел Милосердя)